# سولاريس (رواية)
سولاريس (Solaris) هي رواية من نوع الخيال العلمي صدرت سنة 1961 من تأليف الكاتب البولندي ستانيسلاف ليم. تم إنتاج ثلاثة أفلام اقتبست من الرواية أولها كان فيلم تلفزيوني في عام 1968 والفيلم الثاني صدر في 1972 والثالث في 2002.

## روابط خارجية
- سولاريس على موقع الموسوعة البريطانية (الإنجليزية)